# Magnus Juhl Andersen
Magnus Juhl Andersen (født 24. juli 1997 i Gentofte) er en dansk skuespiller, der blandt andet har medvirket i tv-serierne Chosen, Bullshit, Carmen Curlers og Anker og i spillefilmene De forbandede år og Sauna. I sidstnævnte spiller han den ene hovedrolle som Johan.

## Levnedsløb
Magnus Juhl Andersen er født i Gentofte og vokset op i Vedbæk. Han blev uddannet fra Den Danske Scenekunstskole i 2020.

## Roller

### TV
- Sommerdahl (2020-2025) - Mike (2 episoder)
- Carmen Curlers (2022-2023) - Gustav (2 episoder)
- Chosen (2022) - Jonas (5 episoder)
- Anker (2024) - Peter Jørgensen
- Bullshit (2024) - Johnny (2 episoder)

### Film
- De forbandede år (2020) - Leif
- Opgøret - De forbandede år 2 (2022) - Leif
- Sauna (2025) - Johan
- De forbandede år 3 - Frihedens pris (2026) - Leif